# Резиденция митрополитов Буковины и Далмации
Резиденция митрополитов Буковины и Далмации (укр. Резиденція митрополитів Буковини і Далмації) — главная достопримечательность города Черновцы, Украина.
28 июня 2011 года на 35-й сессии комитета ЮНЕСКО включена в список Всемирного наследия.

## История и архитектура
Архитектурный ансамбль бывшей Резиденции православных митрополитов Буковины и Далмации построен на месте старого епископского дома в 1864-1882 гг. Сегодня здесь находится Черновицкий национальный университет имени Юрия Федьковича. Этот уникальный архитектурный ансамбль появился на свет благодаря усилиям епископа Евгения (Гакмана). В 1863 году он добился от австрийского императора разрешения на сооружение новой просторной резиденции, достойной столицы Буковины. В следующем году, сразу после освящения Кафедрального собора Святого Духа, владыка Гакман уже заложил краеугольный камень в фундамент будущей резиденции.
Проект архитектурного ансамбля выполнил известный чешский учёный, архитектор, академик Йозеф Главка. Он спроектировал нетрадиционный комплекс сооружений в духе эклектики с преобладанием элементов византийского и романского стилей. Этот проект неоднократно занимал призовые места на известных конкурсах архитекторов и был, в частности, отмечен на Всемирной выставке в Париже. Композиция ансамбля довольно сложная, но при этом отмечается четкостью планирования. Она состоит из трёх монументальных сооружений-корпусов: главного, духовной семинарии вместе с церковью Трёх Святителей и пресвитерия.
В главном корпусе (ныне центральный V корпус, в котором размещены ректорат и факультет иностранных языков) находилась обитель митрополита с просторными апартаментами, где он работал и отдыхал, и роскошными залами, в которых он устраивал аудиенцию для высоких гостей и где происходили епархиальные заседания. В углу левого крыла корпуса разместилась домашняя церковь владыки — часовня Иоанна Сочавского, с которой, собственно, и началось строительство всей Резиденции.
Среди помещений главного корпуса своей красотой и величием впечатляет Синодальный зал, один из самых красивых в Европе. Он был украшен мрамором (отсюда его сегодняшнее название — Мраморный) и обставлен боковыми галереями колонн, на которые опирался декорированный орнаментикой деревянный потолок. Впечатление неземного величия усиливали и коридоры с мраморной мозаикой на полу и расписными потолками в форме куполов. В 1944 году Синодальный зал был поврежден пожаром. В огне пострадали не только интерьеры, но и погибла синодальная библиотека, которая содержала уникальные старопечатные книги и архивы. Нынешний вид Мраморного зала — лишь копия, созданная реставраторами.
Однако пожар не тронул Зал заседаний Священного синода (сегодняшний Красный зал). Его интерьер сохранился в первоначальном виде. Стены Красного зала украшены китайским шелком, деревянный потолок декорирован орнаментом, а пол выстелен паркетом из красного бука, дуба и зелёной липы. На одной из стен висят огромные венецианские зеркала. Созданные по старинной технологии, они насчитывают пять слоёв серебра.
По левую сторону от входа в Резиденцию в теперешнем VI корпусе университета находились два духовных учебных заведения. Одним из них была духовная семинария, созданная в Черновцах ещё в 1828 году. Она занимала второй этаж здания, а первый этаж по инициативе митрополита было передано под нужды греко-православного теологического факультета только что открытого Черновицкого университета.
Подковообразный семинарский корпус с трёх сторон окружает церковь Трёх Святителей. Первый камень в фундамент храма заложил владыка Евген Гакман в апреле 1867 года. Над его интерьером работало несколько специалистов высокого уровня. Церковь расписывал художник-профессор из Вены Карл Йобст. Его кисти принадлежат темперные росписи с библейскими сюжетами. Благодаря замечательной акустике в храм охотно приходили послушать службу черновицкие почитатели церковного пения, которые ныне снова получили такую возможность.
В 1993 году после времен советского атеизма было восстановлено теологическое отделение в составе философско-теологического факультета Черновицкого университета, которое разместилось на первом этаже семинарского корпуса, а в церкви Трёх Святителей возродились богослужения, которые также проводят студенты-теологи и их духовные наставники-преподаватели.
В корпусе, расположенном справа от центрального входа (ныне IV корпус университета, где теперь разместился географический факультет), находились дьяковская школа, архидиоцезальный музей и фабрика свечек. Крыша исторического здания пресвитерия, как и всей Резиденции, покрыта орнаментированной черепицей наподобие буковинских народных узоров. Посередине корпуса над главным входом возвышается башня с часами и куполом, который по кругу украшен звёздами Давида. Таким образом увековечили память о денежной помощи, предоставленной буковинской православной митрополии еврейской общиной города. Ведь необходимую для строительства Резиденции астрономическую сумму — 1,8 млн гульденов — сами православные собрать бы не смогли.

## Галерея

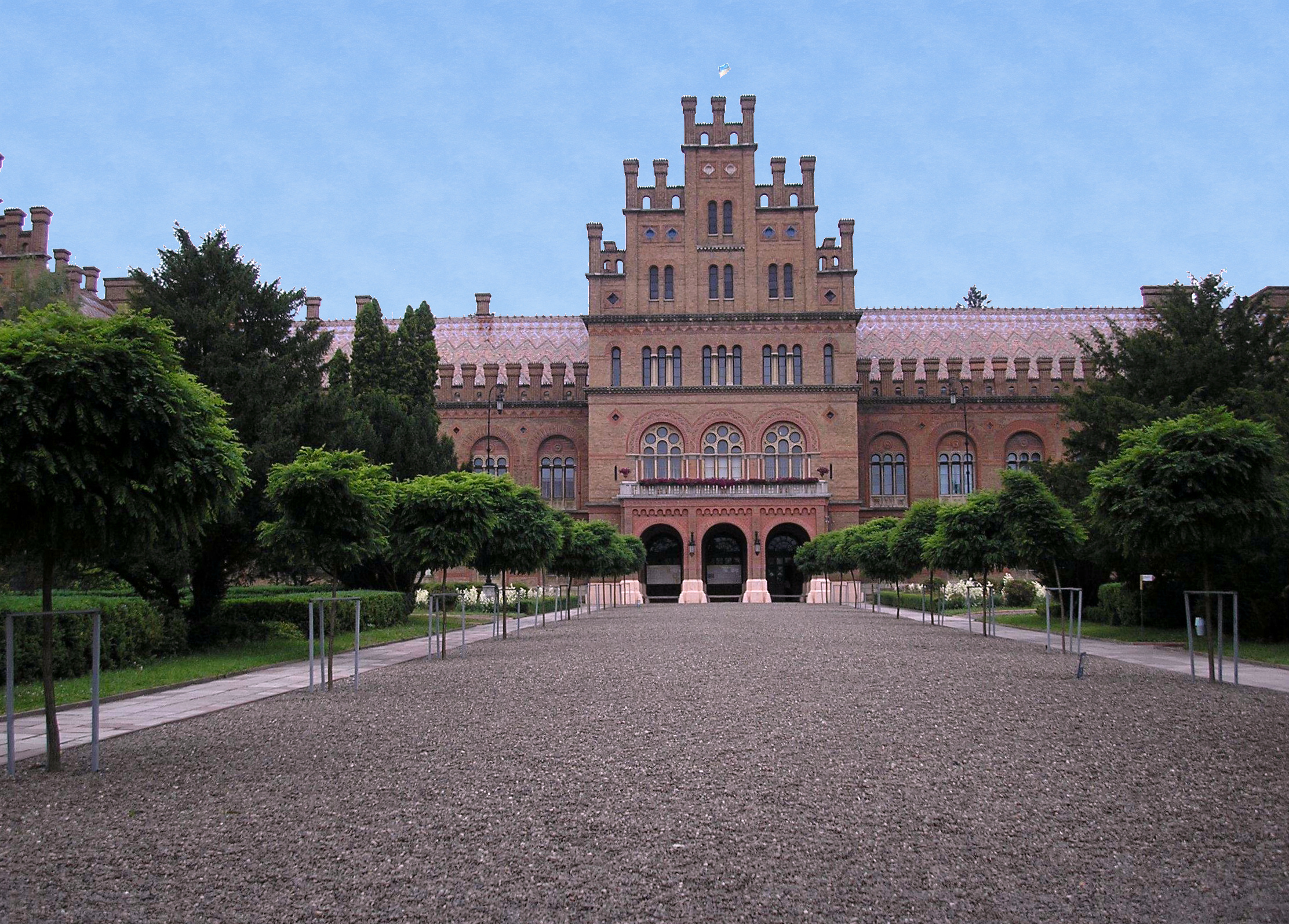
Главный корпус
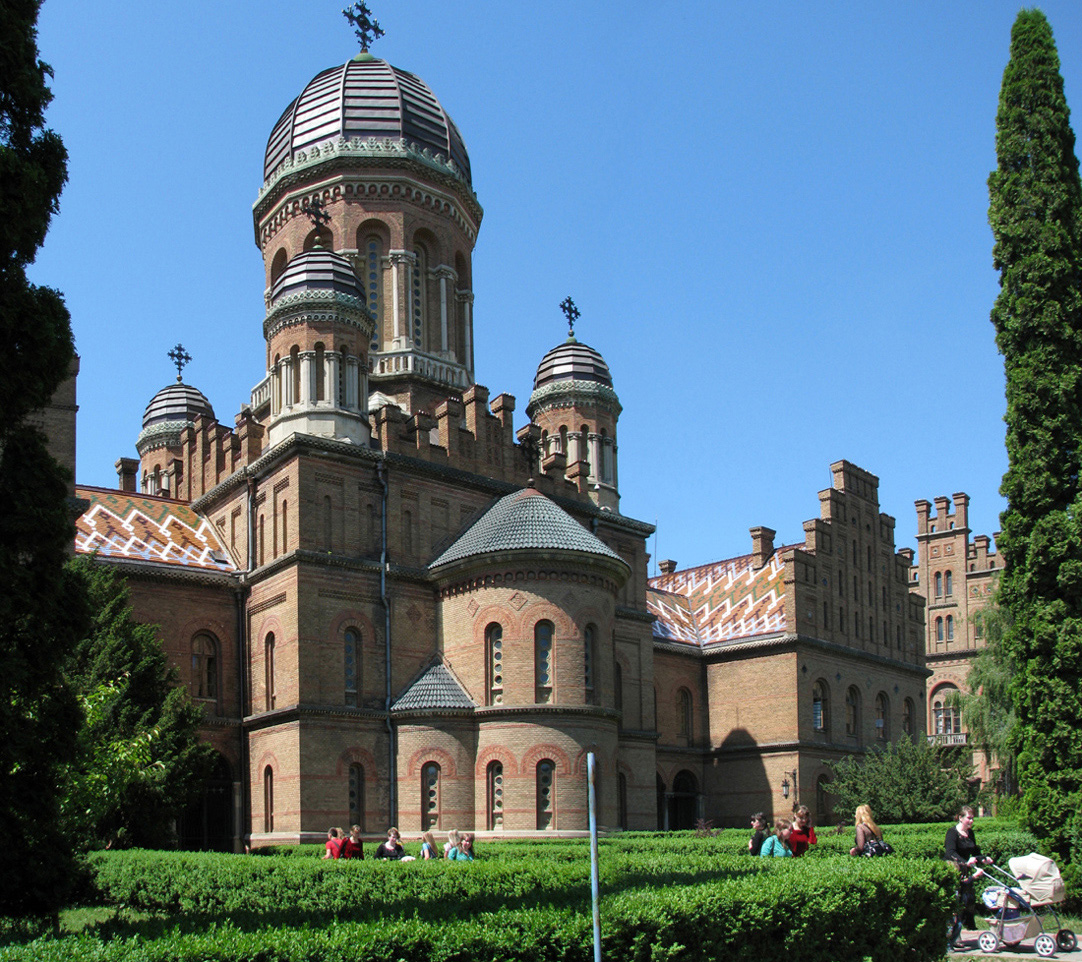
Церковь Трёх Святителей
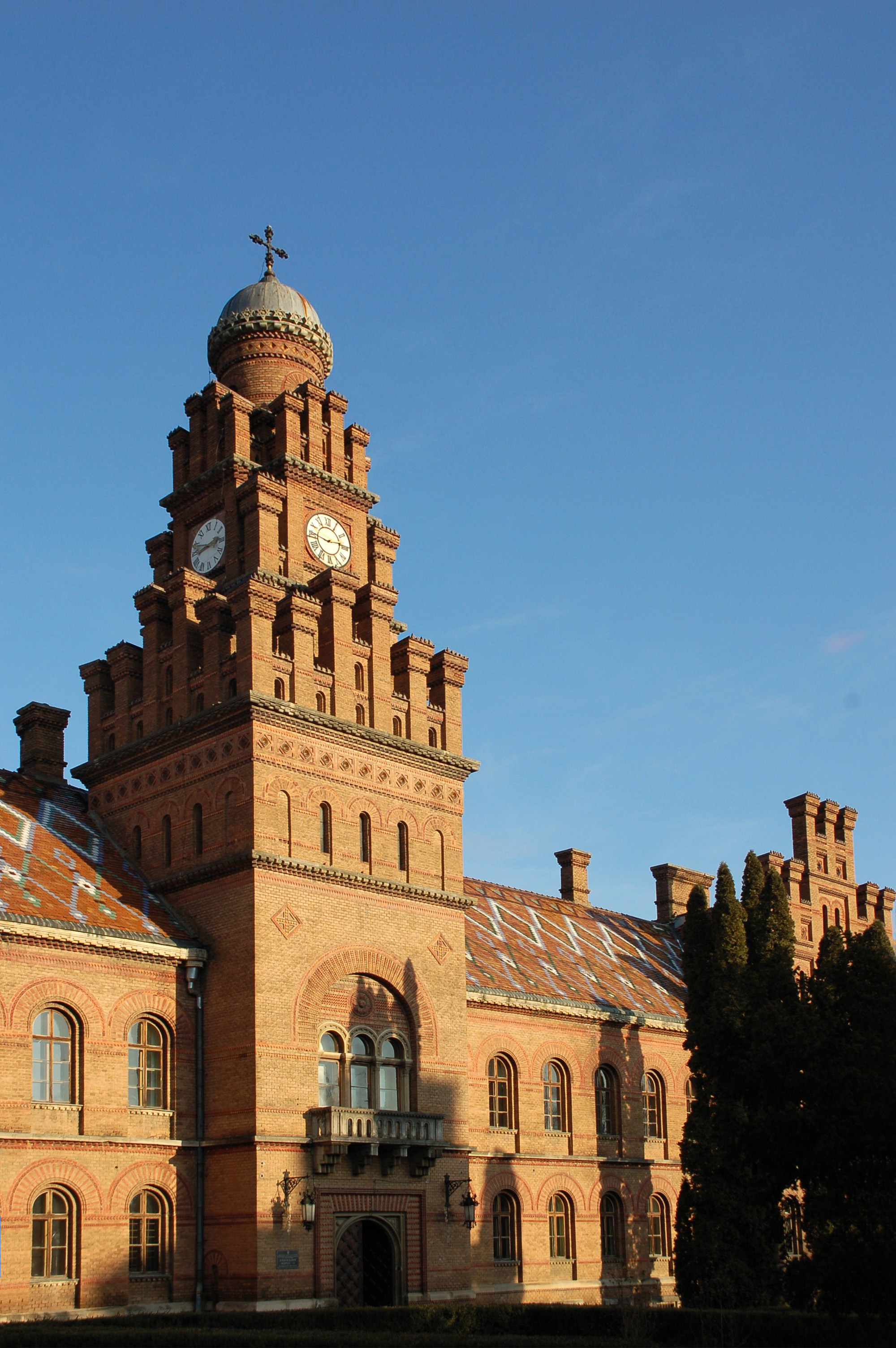
Географический факультет
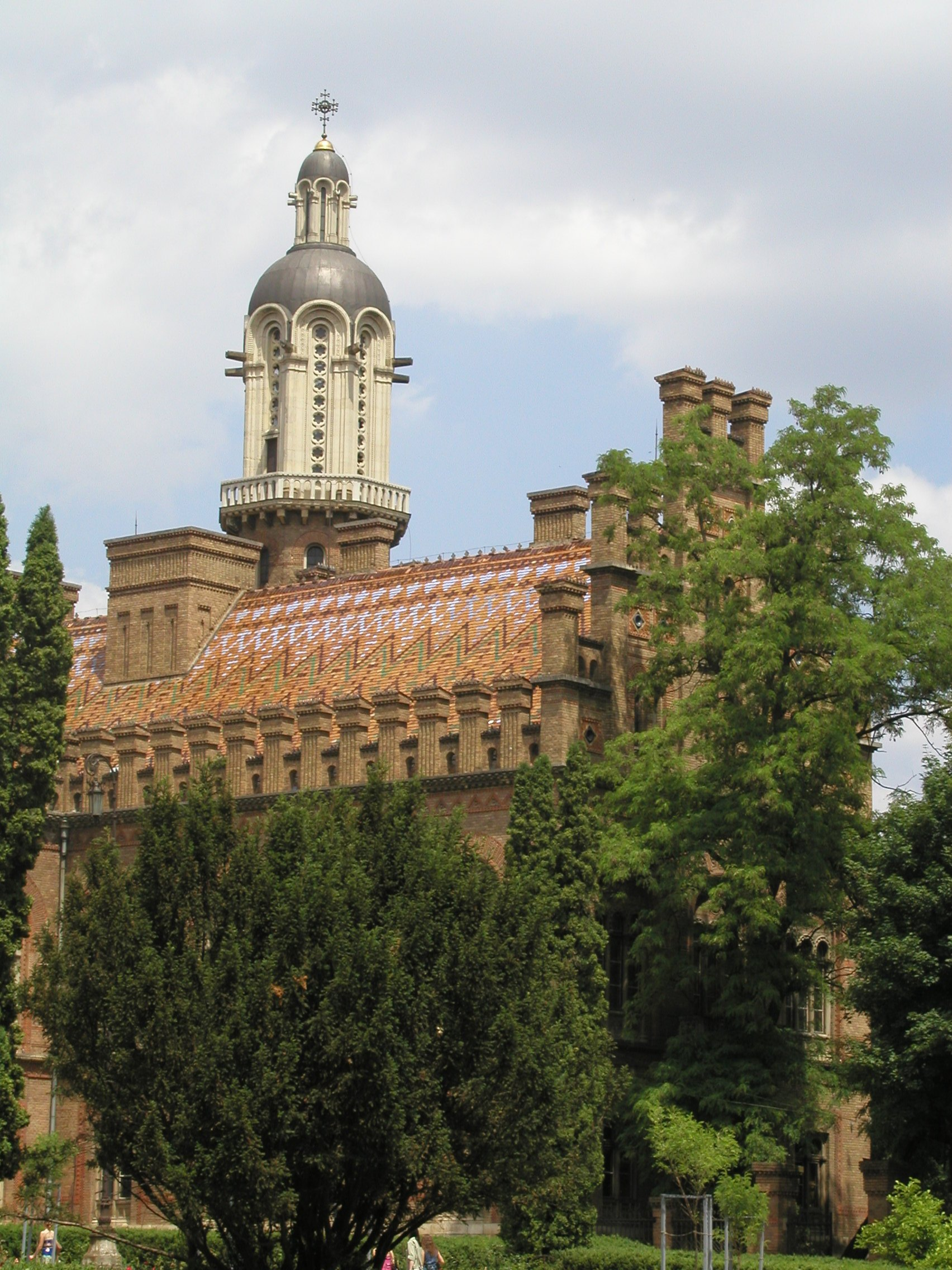
Часовня Иоанна Сочавского